# Trenton (Geórgia)
Trenton é uma cidade localizada no estado americano de Geórgia, no Condado de Dade.

## Demografia
Segundo o censo americano de 2000, a sua população era de 1942 habitantes.
Em 2006, foi estimada uma população de 2337, um aumento de 395 (20.3%).

## Geografia
De acordo com o United States Census Bureau tem uma área de 8,0 km², dos quais 8,0 km² cobertos por terra e 0,0 km² cobertos por água. Trenton localiza-se a aproximadamente 232 m acima do nível do mar.

## Localidades na vizinhança
O diagrama seguinte representa as localidades num raio de 24 km ao redor de Trenton.